# مشكلات الأطفال الخدج الصحية
على الصعيد العالمي، الخداج هو السبب الرئيسي للوفاة بين الأطفال دون سن 5 سنوات، ومازالت المعدلات في تزايد
والخداج يحدث لمجموعة متنوعة من الأسباب. فتحدث معظم الولادات المبكرة تلقائيًا، لكن بعضها يرجع إلى الحث المبكر للولادة أو الولادة القيصرية، سواء لأسباب طبية أو غير طبية

## الجهاز التنفسي
العديد من الأطفال الخدج يواجهون صعوبة في التنفس، لأن الجهاز التنفسى لديهم لا يتكون بشكل كامل قبل ولادتهم ما يؤدى لإصابتهم باضطرابات مزمنة في الجهاز التنفسى. منها:متلازمة الضائقة التنفسية الحادة

## السبيل المعدي المعوي
المشكلة الرئيسية الأخرى للوليد المبتسر في تناوله و امتصاصه للطعام المناسب. فإذا كان الوليد مبتسرا لأكثر من شهرين فلن يكون جهازه الهضمى و الامتصاص لديه كافيين لتوفير ما يحتاجه الطفل، ويكون امتصاص الدهن ضعيفا لدرجة تستوجب إعطاء الطفل المبتسر طعاما قليل الدهون بصفة رئيسية.
و بالإضافة لذلك يعاني الطفل المبتسر من صعوبة غير اعتيادية في امتصاص الكالسيوم، ولذلك يمكن أن يصاب الطفل المبتسر برخد شديد قبل اكتشاف هذه الصعوبة.
و لهذا يجب الانتباه بصورة خاصة لتناول الطفل المبتسر لكميات كافية من الكالسيوم و الفيتامينات و بصفة خاصة فيتامين D.

## وظائف الأعضاء الأخرى
عدم نضوج أعضاء أجهزة الجسم الأخرى تولد في الغالب صعوبات وخيمة في الطفل المبتسر ما يلي:
- عدم نضوج الكبد، مما يولد ضعف الاستقلاب الوسيط، وغالبا ما يولد الاستعداد للنزيف نتيجة لضعف توليد عوامل التخثر بالدم.
- عدم نضوج الكليتين اللتين تكونان قاصرتين في قدرتهما على تخليص الجسم من الأحماض، مما يؤهب جسم الطفل المبتسر للحماض و لشذوذات توازن السوائل الوخيمة.[3]
- عدم نضوج آلية تكوين الدم في نخاع العظام، مما يؤدي إلى تطور سريع في مرض فقر الدم في جسم الطفل المبتسر.
- كبت تكوين غلوبولين غاما من جهاز ليمفي، مما يؤدي في الغالب إلى أمراض معدية وخيمة.

## عدم ثبات أنظمة التحكم في الطفل المبتسر
يولد عدم نضوج مختلف أعضاء الأجهزة في جسم الطفل المبتسر درجة عالية من عدم الاستقرار في آليات الاستتباب في الجسم. فمثلا يمكن أن يتغير توازن الحمض لدرجة كبيرة، وخاصة عندما يختلف مدخول الطعام من وقت لآخر. كما أن تركيز بروتين الدم يكون قليلا لحد ما بسبب عدم نضوج الكبد الذي غالبا ما يؤدي إلى وذمة نقص بروتين الدم.
و تؤدي غالبا عدم مقدرة الطفل المبتسر على تنظيم تركيز أيونات الكالسيوم إلى تكزز نقص الكلسمية. و يمكن أيضا أن يتغير تركيز جلوكوز الدم بين حدوده الواسعة من 20 إلى أكثر من 100 ملجم / دسيلتر، ويعتمد ذلك بصورة رئيسية على تنظيم الطعام.
و لذلك ليس غريبا مع هذه التغييرات الواسعة في المحيط الداخلي للأطفال المبتسرين بأن يكون معدل الوفيات عاليا لديهم.

## مشكلة عدم ثبات درجة حرارة جسم الطفل المبتسر
إن أحد المشكلات الخاصة للطفل المبتسر هي عدم مقدرته على المحافظة على درجة حرارة سوية لجسمه، إذ أنها تميل لأن تصل لتلك التي لمحيطه الخارجي.
و من الممكن أن تثبت درجة حرارة الطفل المبتسر عند درجات الحرارة الاعتيادية للغرفة، عند حوالي أسفل التسعينات أو حتى عند الثمانينات بمقياس فهرنهيت.
و قد أظهرت الدراسات الإحصائية بأن المحافظة على درجة حرارة الجسم تحت 96 درجة فهرنهيت ( 35.5 درجة مئوية ) تترافق مع نسبة عالية من الوفيات، مما يعلل السبب العام لاستعمال الحضانات في معالجة الطفل المبتسر.

## خطر العمى الذي ينتج عن معالجة الأطفال المبتسرين بالأكسجين
تستعمل المعالجة بالأكسجين في العادة لمعالجة الأطفال المبتسرين لأنهم غالبا ما يصابون بمتلازمة الضائقة التنفسية الحادة.
ولكن اكتشف العلماء مؤخراً بأن استعمال تراكيز عالية من الأكسجين في معالجة الأطفال المبتسرين - وبصفة خاصة الطفل المبتسر مبكرا - يمكن أن يسبب العمى الدائم لديهم.
والسبب في ذلك هو أن الأكسجين الكثير جدا يوقف نمو الأوعية الدموية الجديدة في الشبكية. وعندما تتوقف المعالجة بالأكسجين تحاول الأوعية الدموية أن تعوض ما فاتها من الوقت فتنمو نموا كثيفا، مكونة كتلة كبيرة من الأوعية الدموية في كل أنحاء الخلط الزجاجي، وتمنع الضوء القادم من الحدقة من الوصول إلى الشبكية. وتسمى هذه الحالة اعتلال الشبكية عند الأطفال الخدج ، الذي يسبب العمى الدائم.
لهذا السبب يصبح من المهم جدا اجتناب معالجة الأطفال المبتسرين بالتركيز العاي للأكسجين التنفسي.
وقد دلت الدراسات الفيزيولوجية على أن الأطفال المبتسرين يبقون آمنين إلى حد 40 % من الأكسجين، ولكن يعتقد بعض فيزيولوجي الأطفال بأن الأمان التام يمكن أن يتحقق فقط عند التركيز السوي للأكسجين.

## انقطاع النفس
وهو توقف مؤقت (أكثر من خمسة عشر ثانية) في التنفس وهو شائع عند الخدج. وغالبا ما يرتبط بانخفاض في معدل ضربات القلب، يسمى بطء القلب.و يسمى بانخفاض تشبع الأكسجين كما تقاسه آلة تسمى مقياس تأكسج النبض بعدم التشبع. ويتفوق معظم الأطفال على الحالة عند مغادرتهم المستشفى عائدين إلى المنزل.